# Amatsukaze (1939)
Pour les autres navires du même nom, voir Amatsukaze.
L’Amatsukaze (天津風) était un destroyer de la classe Kagerō en service de la Marine impériale japonaise pendant la Seconde Guerre mondiale.

## Conception
La classe Kagerō était une version améliorée de la classe précédente Asashio. Son équipage comptait 240 officiers et hommes d'équipage. Le navire avait une longueur hors-tout 118,5 mètres, un faisceau de 10,8 mètres et un tirant d'eau de 3,76 mètres. L'Amatsukaze avait un déplacement de 2 065 tonnes en charge nominale et 2 529 tonnes à pleine charge. Le navire était propulsé par deux machines à vapeur alimentées par trois chaudières à tubes d'eau développant 52 000 ch et entraînant deux hélices. Le navire avait une vitesse maximale de 35 nœuds (65 km/h) et un rayon d'action de 5 000 milles marins (9 300 km) à une vitesse de 18 nœuds (33 km/h).
La classe Kagerō est armé, comme la classe précédente Asashio, de trois tourelles à double canon de 127 mm et de deux plates-formes quadruples torpilles de 610 mm dites Long Lance. Pendant la guerre, le navire était équipé de 28 canons de 25 mm Type 96 et 4 mitrailleuses de 13,2 mm. Il emportait 36 charges de profondeur.

## Historique

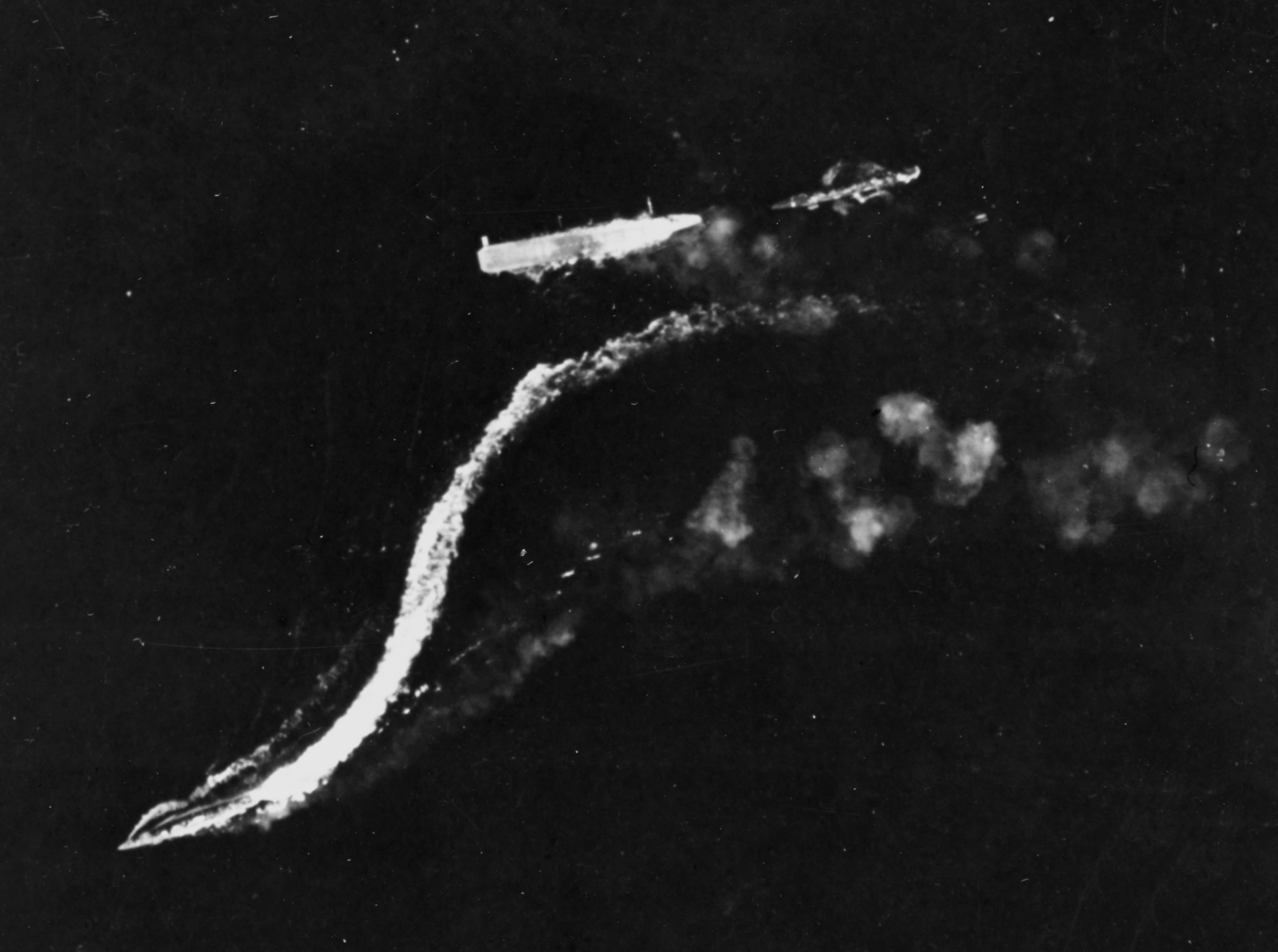
Manœuvres de lAmatsukaze (en bas à gauche) échappant à une attaque à la bombe d'un B-17 à proximité du porte-avions Ryūjō (au centre) pendant la bataille des Salomon orientales.

Au cours de la première année de la guerre du Pacifique, le destroyer était sous le commandement de Tameichi Hara (en) au cours duquel il participe à la première bataille de la mer de Java, à la bataille des Salomon orientales et à la bataille des îles Santa Cruz. Pendant la bataille navale de Guadalcanal, il coule de deux torpilles l'USS Barton et endommage d'une torpille l'USS Juneau. Au cours de ces actions, il est repéré et attaqué par l'USS Helena qui l'endommage gravement, tuant 43 membres de son équipage. Ses turbines n'étant pas affectées, il parvient tant bien que mal à évacuer la zone à 20 nœuds (37 km/h) en utilisant la direction manuelle d'urgence.
Le 11 janvier 1944, alors qu'il escortait un convoi de quatre navires en mer de Chine méridionale, l'Amatsukaze est torpillé par le sous-marin USS Redfin (en). L'explosion d'un magasin endommage gravement la proue et tue 80 membres d'équipage. Présumé coulé, le navire n'est découvert que six jours plus tard par un avion de patrouille maritime. L'Amatsukaze est remorqué tant bien que mal à Singapour et réparé de longs mois.

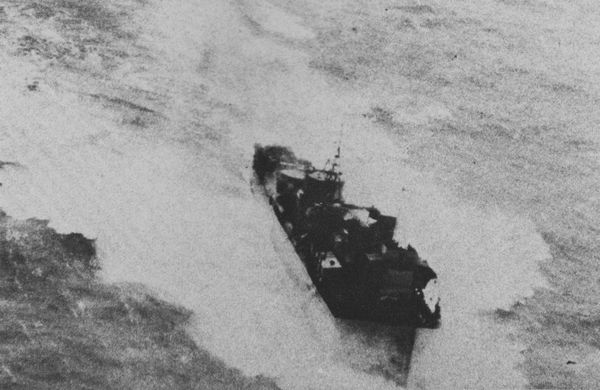
LAmatsukaze attaqué le 6 avril 1945 en mer de Chine méridionale.

Le 6 avril 1945, l'Amatsukaze est attaqué par des B-25 de l'USAAF à 9,7 km à l'est d'Amoy, à la position géographique 24° 30′ N, 118° 10′ E. Gravement endommagé, son équipage décide d'échouer le navire. Le 8 avril, les tentatives de sauvetage sont abandonnées. Le 10 avril, le navire est sabordé avec des charges explosives.
En 2012, l'épave de l'Amatsukaze est retrouvée par un navire d'ingénierie chinois. Environ 30 tonnes d'épave ont été renflouées, coupées en morceaux et vendues pour la ferraille avant l'intervention des départements d'administration des reliques locales. Selon les médias chinois, un musée sera construit pour protéger l'épave restante.